# Sairecabur

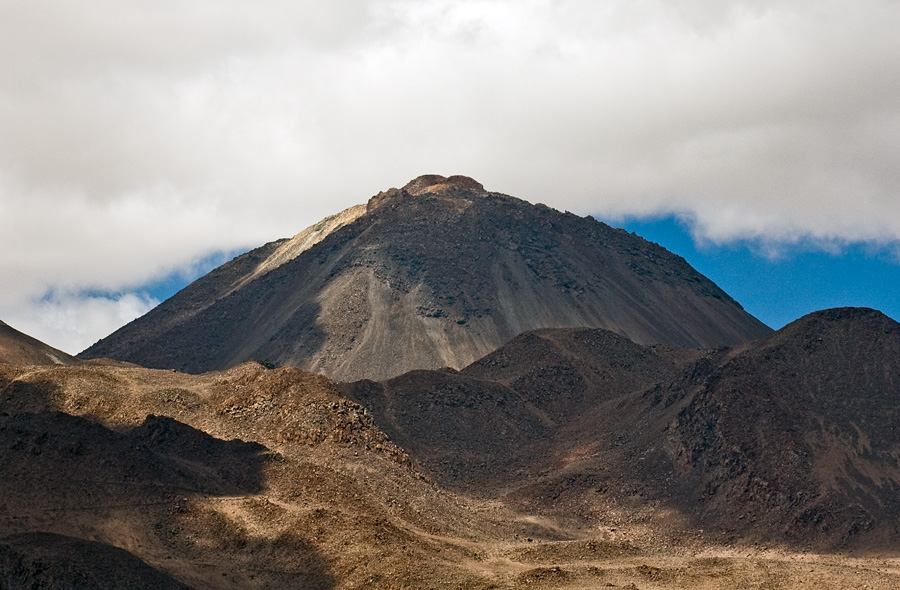
Volcà Sairecábur

El grup volcànic de Sairecabur és una cadena volcànica al sud del volcà Putana, a la frontera entre Antofagasta (Xile) a l'oest i el departament de Potosí (Bolívia) a l'est, i conté almenys 10 centres de l'era postglaciar, dels quals el més alt és el Cerro Sairecabur, de 5971 m. A més, inclou al Cerro Saciel i el Turó Ojos del Toro, així com els estratovolcanes Curiquinca (5722 m), Escalante o El Apagado (5819 m) i Cerro Colorados (5728 m), al voltant de 12 km al nord del Sairecabur. El complex disposa també d'una sèrie de mines de sofre abandonades, entre les quals destaquen les azufreras de Saciel, Ojos del Toro i El Apagado.
Com a tal, la paraula Sairecabur és la versió castellanitzada del nom que en kunza usaven els atacameños likan-antay per referir-se al volcà: saire significa "pluja" i cabur "muntanya". Sobre el volcà es troba el Receiver Lab Telescope, a 5525 m.